# کاسیوس کولیج
کاسیوس مارسلوس کولیج (به انگلیسی: Cassius Marcellus Coolidge) (زاده سپتامبر ۱۸، ۱۸۴۴ – درگذشته ژانویه ۱۳، ۱۹۳۴) هنرمند آمریکایی بود، که بیشتر به خاطر نقاشی‌هایش از سگهای پوکر باز شناخته شده‌است. او که با نام «کش» یا «کاش» شناخته می‌شد، اغلب کارهایش را با تلفظ نام اش در قرن نوزدهم با املای دومی امضا می‌کرد، گاهی اوقات، برای تأثیر خنده دار داشتن، نام اش را کاش کولیج می‌نوشت.

## زندگی اولیه
کولیج در شهر Antwerp ایالت نیویورک، ایالات متحده آمریکا در خانواده کشاورزان طرفدار کواکرها به دنیا آمد، و در فیلادلفیا، نیویورک پرورش یافت.
او آموزش رسمی چندانی نداشت.

## شغل
بعد از ترک مزرعه خانوادگی در اوایل دهه ۱۸۶۰ کولیج مشاغل زیادی داشت. بین سال ۱۸۶۸ و ۱۸۷۲ کاسیوس مارسلوس کولیج کار دوافروشی و نقاشی علائم را برعهده داشت، یک بانک و یک روزنامه تأسیس کرد، سپس از آنتورپ نیویورک به روچستر رفت. آنجا نقاشی سگ‌هایی در موقعیت انسانی را شروع کرد.

### کار نوشتن سرمقاله
کولیج کار هنری اش را از بیست سالگی اش شروع کرد، یکی از کارهای اولیه اش کشیدن کارتون برای یک روزنامه محلی بود.

## پیش صحن‌های خنده دار
او با خلق و تولید پیش صحن‌های خنده دار -عکس‌های نوظهوری که ترکیبی از پرترهٔ فرد نشسته‌ای با بدن کاریکاتور بود- اعتبار کسب کرد. در عکس‌هایش فرد نشسته‌ای بین دو چوب بومی را نگه داشته بود که کولیج روی آن کاریکاتوری را طراحی یا نقاشی می‌کرد. در تولیدات آخرش که شبیه عکسهایی بود که در نیمه راه یا کارناوالها تولید می‌شد. کاریکاتورهایی که فرد نشسته سرش را در شکافهایی جا می‌داد که به اندازه شکافهای واقعی بودند.

## نقاشی تقویم

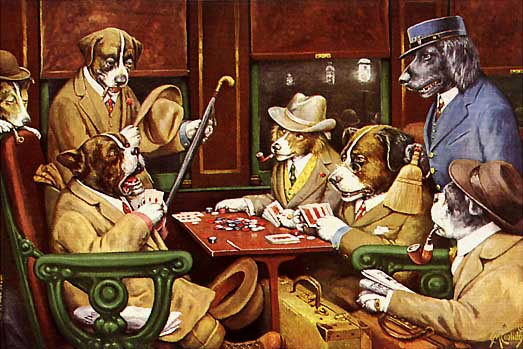
ایستگاه و چهار تک خال نقاشی توسط سی.ام. کولیج

براساس گفته شرکت تبلیغاتی براون & بیگلو، که ابتدا تولیدکننده تقویم تبلیغاتی بود، کولیج ارتباطش با شرکت را از سال ۱۹۰۳ شروع کرد. از اواسط دهه ۱۹۰۰ تا اواسط دهه ۱۹۱۰کولیج شانزده نقاشی رنگ روغن برای آن‌ها کشید، از جمله نه صحنه از سگ‌هایی که پوکر بازی می‌کردند؛ که همه آن‌ها سگ‌هایی در حالت انسان‌دیسی بودند، میمی که کولیج با خلق آن معروف شد.

## دربارهٔ سری آثار سگ‌های پوکر باز

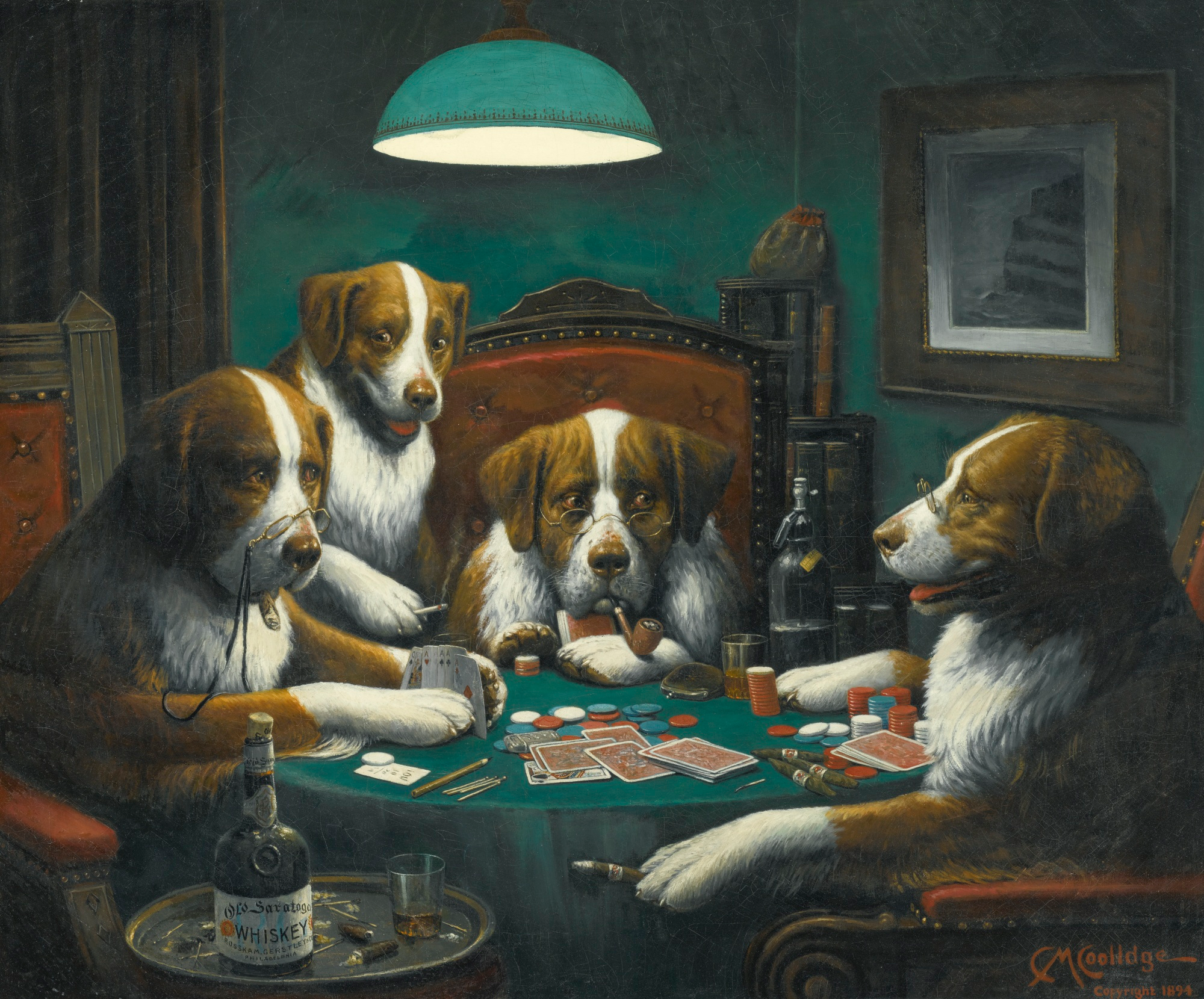
بازی پوکر, رنگ روغن روی بوم، ۱۸۹۴

تا پیش از پایان دهه ۱۹۵۰ میلادی، بیش از ۵۰ میلیون نسخه از تقویم‌ها و هدایای تبلیغاتی با طرح سگ‌های کولیج در آمریکا و سراسر جهان به فروش رفت و بنا به باور بسیاری، مجموعه سگ‌های پوکر باز در میان ده اثر مشهور تاریخ هنر آمریکا قرار دارد.
حدود یک قرن پیش نقاشی آمریکایی به نام کاسیوس کولیج سفارشی برای تبلیغات سیگارهای مارلبورو دریافت کرد، سوژه سگ‌های پوکر باز شاید در ابتدا برای او فقط جنبه تبلیغات داشته‌است ولی در همان اوائل کار در جریان پخته شدن ایده اش به این نتیجه رسید که هیچ چیز بهتر از چند سگ پوکر باز نمی‌تواند وضعیت امروز جهانش را توصیف کند… جهانی که به سرعت بعد از اولین نقاشی‌های او در باتلاق دو جنگ جهانی فرورفت.
نکتهٔ اول که برای بررسی چنین تابلوهایی مورد اهمیت است این است که باید خود را به جای نقاش بگذاریم تا ببینیم خط سیر فکری او چه بوده‌است. مهم‌ترین عنصر این تابلوها " سگ " است. شخصیت‌های اصلی همهٔ این تابلوها سگ‌هایی با نژادهای مختلف هستند. اما چرا سگ؟ در مقایسه با بقیه حیوانات سگها چند ویژگی بارز دارند، اول اینکه "نژادهای" مختلفی دارند، زیاد باهوش نیستند و به شدت "تربیت پذیر" می‌باشند. "مسئولیت" آن‌ها به عهده " ارباب" یا صاحبشان است و اگر ارباب آن‌ها را درست تربیت کند وفادار و قابل اعتماد هستند. از طرف دیگر تربیت پذیری جزو خصوصیات غریزی آن‌ها نیست و مهمتر از همه هرچقدر هم که سعی کنند مثل انسانها لباس بپوشند باز هم سگ هستند!
اما دومین عنصر بارز این تابلو «بازی پوکر» است. بازی پوکر احتمالاً شبیه‌ترین بازی درمیان بازی‌های کارتی به زندگی امروز انسان‌ها است. ضمن اینکه لازم است باهوش باشید و قواعد بازی را نیز خوب بدانید، باید بخت و اقبال بلندی هم داشته باشید تا بتوانید خوب برنده شوید! از طرفی باید همطراز بقیه رقبا جلو بیایید… شما نمی‌توانید کمتر از بقیه پول بگذارید، همچنین شما نمی‌توانید به جای بقیه بازی کنید. در عین اینکه برنده شدن شما فقط به کارت‌های خودتان مربوط است، آرایش کارت‌های رقبانتان هم تأثیر زیادی بر برد و باخت شما دارد. کاملاً شبیه به رقابت این زندگی.
در یکی از تابلوها یک سگ کارت برنده ای ندارد اما با اعتماد به نفس نشسته‌است و همین اعتماد به نفس باعث می‌شود که در نهایت رقیبان را از دور خارج کند. در زندگی یک مرد موفق هیچوقت از رقابت دست نمی‌کشد و به بازی ادامه می‌دهد حتی اگر دوستانش فکر کنند که او دیوانه است. اگر قوانین پوکر را بدانید آنگاه معنای نماد به کار رفته برای شما واضحتر می‌شود. سگ در دستان خود کارت برنده ای ندارد اما با اعتماد به نفس مبلغ را بالا می‌برد تا زمانی که رقبا از دور خارج شوند.
در تابلوی دیگر به تبعیض نژادی هم اشاره کرده‌است. دو سگ بولداگ احتمالاً نسبت به همنوعان خود مورد تحقیر قرار می‌گیرند چون زشت‌تر و کوتاه‌تر هستند و این باعث می‌شود که در یک بازی که فقط یک برنده دارد با هم تقلب کنند. شاید بعد از بازی مبالغ را با هم تقسیم می‌کنند. این حکایت گروه‌هایی است که در دنیای امروز برای خود تشکل‌های حمایتی تشکیل داده‌اند و از رقابت برابر و عادلانه پرهیز می‌کنند. نیازی به اسم بردن نیست زیرا همهٔ ما نمونه‌هایی از آن‌ها را در جوامع امروزی می‌شناسیم.
اما تراژدی در این است که همهٔ ما سعی می‌کنیم که سگ‌های خوبی باشیم. حتی آن‌ها که سعی می‌کنند تغییری در این به وجود بیاورند در نهایت نمی‌توانند از پوست خود بیرون بیایند. شاید بخواهید بگویید میز را واژگون می‌کنیم و به زندگی عادی می‌پردازیم در آن صورت شما فقط یک آنارشیست یا اقتدار گریز هستید نه بیشتر. تا وقتی که نخواهیم باهوش باشیم و سعی نکنیم که" امیدوار" باشیم بازنده ایم.
با ارزش‌ترین برگ برندهٔ ما در زندگی " امید " و " اعتماد به نفس " است.

## دیگر آثار
نقاشی‌های دیگر به همین روش:
- کلی پل (۱۹۰۹). پوکر
- بلوف شجاعانه - پوکر
- یک دوست در زمان احتیاج- پوکر، گول‌زدن
- ایستگاه و چهار تک خال - پوکر
- واترلو - پوکر

## رکوردها در حراجی
در ۱۵ فوریه ۲۰۰۵، دو تا از کارهای کولیج، بلوف شجاعانه و واترلو که شاید نسخه‌های اصلی نقاشی‌هایی باشند که توسط براون & بلو استفاده شده‌است. در یک حراجی در دویل نیویورک شرکت کرد.انتظار می‌رفت بین ۳۰ تا ۵۰ هزار دلار به فروش بروند. دو نقاشی به مبلغ۵۹۰٬۴۰۰ دلار فروخته شدند و رکورد قبلی فروش آثار کولیج که۷۴٬۰۰۰ دلار بود شکسته شد.